# 朱集镇 (单县)
朱集镇，是中华人民共和国山東省菏泽市单县下辖的一个乡镇级行政单位。

## 行政区划
朱集镇下辖以下地区：
朱集村、袁庙村、大张庄村、朱庄村、姜双楼村、侯楼村、门庙村、裴范庄村、郝平房村、吴溜村、石村、王小庄村、张寨村、刘楼村、王溜村、王岗村、韩溜村和花园村。